# ヘンナディー・ウドベンコ
ヘンナディー・ウドベンコ（ウクライナ語: Геннадій Йосипович Удовенко、英語: Hennadiy Yosypovych Udovenko、1931年6月22日 - 2013年2月12日）は、ウクライナの政治家、外交官。ウクライナ外務大臣、国際連合総会議長を務めた。

## 概要
ウクライナの外務大臣を務め、国際連合総会の第52代議長（1997年から1998年）およびウクライナのヴェルホーヴナラーダ（議会）のメンバー（1998年から2007年）を務めた。ドニプロペトローウシク州出身。彼はキエフ大学で国際関係を学び、1954年に卒業した。彼はまた1956年から1959年まで、ウクライナ研究および農業経済組織開発研究所で農業経済学の大学院で研究を行った。

## 外交官としてのキャリア
ウドベンコは英語、フランス語、ポーランド語を話した。
彼は1959年にウクライナ・ソビエト社会主義共和国の外務省の国際経済組織局の第一書記および顧問として外務省に入省した。1965年から1971年の間、彼はジュネーブの国連本部で働いた。1971年から1977年の間、彼は彼の国の外務省の人事部と国際経済組織部の長を歴任した。1977年から1980年の間、彼はニューヨークの国連本部の会議サービス局の通訳および会議部門のディレクターを務めた。
1980年から1985年まで彼は外務副大臣だった。
1985年2月から1992年3月まで、彼は国連のウクライナ・ソビエト社会主義共和国の国連常駐代表であり、アパルトヘイトに対する国連特別委員会の副議長であった。
1991年から1992年まで、再び外務副大臣も務めた。
1991年12月、ウクライナのソ連からの独立後、駐ポーランド大使に任命された。1994年から1998年まで、彼は外務大臣であり、ウクライナ大統領に助言する国家安全保障防衛評議会（ウクライナ語: Рада національної безпеки і оборони України）のメンバーだった。
1997年9月、国連総会（第52回代）議長に選出された。
2013年2月12日に亡くなった。